# Vipio quadrirugulosus
Vipio quadrirugulosus är en stekelart som först beskrevs av Günther Enderlein 1920.  Vipio quadrirugulosus ingår i släktet Vipio och familjen bracksteklar. Inga underarter finns listade i Catalogue of Life.